# NGC 5144
NGC 5144 est une galaxie spirale située dans la constellation de la Petite Ourse. Sa vitesse par rapport au fond diffus cosmologique est de 3 202 ± 9 km/s, ce qui correspond à une distance de Hubble de 47,2 ± 3,3 Mpc (∼154 millions d'al). NGC 5144 a été découverte par l'astronome germano-britannique William Herschel en 1791.
La classe de luminosité de NGC 5144 est III et elle présente une large raie HI. De plus, c'est possiblement une galaxie du champ, c'est-à-dire qu'elle n'appartient pas à un amas ou un groupe et qu'elle est donc gravitationnellement isolée.